# Saison des tempêtes hivernales en Europe de 2023-2024
La saison des tempêtes hivernales en Europe de 2023-2024 désigne la période d'apparition de cyclones extratropicaux et subtropicaux en Europe qui débute en septembre 2023, jusqu'en août 2024 théoriquement, la plupart se formant entre septembre et mars.

## Groupes EUMETNET

Groupes définis par EUMETNET :
Groupe « Europe occidentale » : IE, GB, NL
Groupe « Europe du sud-ouest » : PT, ES, FR, BE, LU
Groupe « Europe du nord » : DK, NO, SE
Groupe « Europe centrale » : CH, DE, AT, CZ, PL, SK, HU
Groupe « Méditerranée centrale » : IT, MT, SI, HR, BA, ME, MK
Groupe « Europe du nord-est » : FI, EE, LV, LT
Groupe « Europe orientale » : RS, RO, BG, MD
Groupe « Méditerranée orientale » : GR, CY, IL

- Groupe « Europe occidentale »

IE, GB, NL
- Groupe « Europe du sud-ouest »

PT, ES, FR, BE, LU
- Groupe « Europe du nord »

DK, NO, SE
- Groupe « Europe centrale »

CH, DE, AT, CZ, PL, SK, HU
- Groupe « Méditerranée centrale »

IT, MT, SI, HR, BA, ME, MK
- Groupe « Europe du nord-est »

FI, EE, LV, LT
- Groupe « Europe orientale »

RS, RO, BG, MD
- Groupe « Méditerranée orientale »

GR, CY, IL

## Noms alloués pour les tempêtes

### Groupe «Europe occidentale»
Ce sont les trois agences météorologiques nationales, Met Éireann (Irlande), Met Office (Royaume-Uni), KNMI (Pays-Bas), qui composent ce groupe.
| Noms pour le groupe « Europe occidentale » : Irlande / Royaume-Uni / Pays-Bas, | Noms pour le groupe « Europe occidentale » : Irlande / Royaume-Uni / Pays-Bas, | Noms pour le groupe « Europe occidentale » : Irlande / Royaume-Uni / Pays-Bas, |
| ------------------------------------------------------------------------------ | ------------------------------------------------------------------------------ | ------------------------------------------------------------------------------ |
| - Agnes - Babet - Ciarán - Debi - Elin - Fergus - Gerrit                       | - Henk - Isha - Jocelyn - Kathleen - Lilian - Minnie - Nicholas                | - Olga - Piet - Regina - Stuart - Tamiko - Vincent - Walid                     |

Légende :
- en gras, les noms déjà attribués (p. ex. Agnes) ;
- sinon, les noms définis restant à attribuer (p. ex. Walid).

### Groupe «Europe du sud-ouest»
Ce groupe est composé des cinq agences météorologiques nationales : IPMA (Portugal), AEMet (Espagne), Météo-France (France), IRM/KMI (Belgique), MeteoLux (Luxembourg)
| Noms pour le groupe « Europe du sud-ouest » : Portugal / Espagne / France / Belgique / Luxembourg | Noms pour le groupe « Europe du sud-ouest » : Portugal / Espagne / France / Belgique / Luxembourg | Noms pour le groupe « Europe du sud-ouest » : Portugal / Espagne / France / Belgique / Luxembourg |
| ------------------------------------------------------------------------------------------------- | ------------------------------------------------------------------------------------------------- | ------------------------------------------------------------------------------------------------- |
| - Aline - Bernard - Celine - Domingos - Elisa - Frederico - Geraldine                             | - Hipolito - Irene - Juan - Karlotta - Louis - Monica - Nelson                                    | - Olivia - Pierrick - Renata - Sancho - Tatiana - Vasco - Wilhelmina                              |

Légende :
- en gras, les noms déjà attribués (p. ex. Aline) ;
- sinon, les noms définis restant à attribuer (p. ex. Wilhelmina).

### Groupe «Europe du nord»
Ce groupe est composé des trois agences météorologiques nationales : DMI (Danemark),
MET Norway (Norvège),
SMHI (Suède).
| — liste indéfinie / inconnue — - Pia |

### Groupe «Europe centrale»
Ce groupe est composé des sept agences météorologiques nationales : 
MétéoSuisse (Suisse),
DWD (Allemagne),
ZAMG (Autriche),
	ČHMÚ / CHMI (Tchéquie),
IMGW (Pologne),
SHMÚ (Slovaquie),
OMSZ (Hongrie).
| — indéfini / inconnu — |

### Groupe «Méditerranée centrale»
Pour sept pays, ce groupe est composé de huit agences météorologiques nationales (la Bosnie-Herzégovine ayant deux agences fédérales) :
MeteoAM (Italie),
	Malta Met Office (Malte),
	ARSO (Slovénie),
	DHMZ (Croatie),
	FHMZBIH + РХМЗРС / RHMZRS (respectivement Fédération de Bosnie-et-Herzégovine et République serbe de Bosnie ; Bosnie-Herzégovine),
	ZHMS / IHMS (Monténégro),
	УХМР / UHMR  (Macédoine du Nord).
| Noms pour le groupe « Méditerranée centrale » : Italie / Malte / Slovénie / Croatie / Bosnie-Herzégovine / Monténégro / Macédoine du Nord | Noms pour le groupe « Méditerranée centrale » : Italie / Malte / Slovénie / Croatie / Bosnie-Herzégovine / Monténégro / Macédoine du Nord | Noms pour le groupe « Méditerranée centrale » : Italie / Malte / Slovénie / Croatie / Bosnie-Herzégovine / Monténégro / Macédoine du Nord |
| --- | --- | --- |
| - Alexis - Bettina - Ciro - Dorothea - Emil - Fedra - Gori                                                                                | - Helga - Italo - Lilith - Marco - Nada - Ole - Palmira                                                                                   | - Rocky - Shirlene - Tino - Ute - Vito - Zena                                                                                             |

Légende :
- en gras, les noms déjà attribués (p. ex. Alexis) ;
- sinon, les noms définis restant à attribuer (p. ex. Zena).

### Groupe «Europe du nord-est»
Ce groupe est composé des quatre agences météorologiques nationales : 
IL (Finlande),
Riigi Ilmateenistus (Estonie),
	LVĢMC (Lettonie),
	LHMT (Lituanie).
| — indéfini / inconnu — |

### Groupe «Europe orientale»
Ce groupe est composé des quatre agences météorologiques nationales : 
RHMZS / РХМЗС (Serbie),
	ANM (Roumanie),
	НИМХ / NIMH (Bulgarie),
	SHS (Moldavie).

### Groupe «Méditerranée orientale»
Ces trois agences météorologiques nationales, SMNH/ΕΜΥ (Grèce), Service météorologique de Chypre et IMS (Israël), composent le groupe.

Contrairement aux autres groupes EUMETNET, pour le groupe « Méditerranée orientale », la saison 2023-2024 se déroule du 1er octobre 2023 au 30 septembre 2024.
| Noms pour le groupe « Méditerranée orientale » : Grèce / Chypre / Israël, | Noms pour le groupe « Méditerranée orientale » : Grèce / Chypre / Israël,          | Noms pour le groupe « Méditerranée orientale » : Grèce / Chypre / Israël,            |
| --- | ---------------------------------------------------------------------------------- | ------------------------------------------------------------------------------------ |
| tempêtes de la saison 2022-2023 (selon le groupe « Méditerranée orientale ») : - Daniel (saison 2022-2023) - Elias (saison 2022-2023) tempêtes de la saison 2023-2024 : - Avgi (Αυγή(el), אבגי(he) - Ben - Cornelius - Doros - Eden | - Fedra - Gea - Hillel - Iris - Keren - Leonidas - Maria - Nir - Olympias - Petros | - Qamar - Raphael - Sofia - Tal - Urania - Viran - Widad - Xenophon - Yakinthi - Ziv |

Légende :
- en gras, les noms déjà attribués (p. ex. Avgi) ;
- sinon, les noms définis restant à attribuer (p. ex. Ziv).

## Chronologie
- Légende (d'ouest en est ; du nord au sud) :
- Ex-cyclone tropical
- Groupe « Europe occidentale » :  Irlande,  Royaume-Uni,  Pays-Bas
- Groupe « Europe du sud-ouest » :  Portugal,  Espagne,  France,  Belgique ,  Luxembourg
- Groupe « Europe du nord » :  Danemark,  Norvège,  Suède
- Groupe « Europe centrale » :  Suisse,  Allemagne,  Autriche,  République tchèque,  Pologne,  Slovaquie,  Hongrie
- Groupe « Méditerranée centrale » :  Italie,  Malte,  Slovénie,  Croatie,  Bosnie-Herzégovine,  Monténégro,  Macédoine du Nord
- Groupe « Europe du nord-est » :  Finlande,  Estonie,  Lettonie,  Lituanie
- Groupe « Europe orientale » :  Serbie,  Roumanie,  Bulgarie,  Moldavie
- Groupe « Méditerranée orientale » :  Grèce,  Chypre,  Israël
- Autres

## Tempêtes majeures

### TempêteDaniel
- Bulgarie : 4 morts
- Grèce : 15 morts
- Libye : 11 470 morts au moins, et plus de 10 000 disparus
- Turquie : 7 morts

La tempête Daniel  est un cyclone subtropical méditerranéen qui a touché l'Europe du Sud-Est et le nord de l'Afrique en septembre 2023 et provoqué des milliers de morts, pour la plupart en Libye. Bien qu'appartenant à la saison 2022-2023 pour le groupe « Méditerranée orientale », la tempête Daniel est référencée ici, dans la page de la saison 2023-2024, afin d'avoir une cohérence de dates avec les autres groupes EUMETNET.
Entre le 4 et le 7 septembre 2023, ses pluies torrentielles ont causé d'importantes inondations notamment en Turquie, Grèce et Bulgarie, faisant au moins 26 morts et deux disparus. Le 10 septembre, la tempête a atteint le Nord-Est de la Libye, où elle a déversé 414 mm de pluie en une journée. Les inondations et les coulées de boue provoqués par l'effondrement des barrages de Derna ont fait plus de 11 470 morts et au moins 10 000 disparus,,.
Elle est survenue lors d'un blocage Oméga, zone de haute pression prise en sandwich entre deux dépressions, formant la lettre grecque Ω,.

### TempêteAgnes
Le 25 septembre 2023, l'agence britannique Met Office a attribué le nom Agnes,,.

### TempêteElias
Bien qu'appartenant à la saison 2022-2023 pour le groupe « Méditerranée orientale », la tempête Elias est décrite ici, dans la page de la saison 2023-2024, afin d'avoir une cohérence de dates avec les autres groupes EUMETNET.

### TempêteBabet
Le 16 octobre 2023 l'agence britannique Met Office a attribué le nom Babet,. Elle frappe le nord de l’Europe le 20 et 21 octobre, causant d’importantes inondations au Danemark, en Suède, en Allemagne et au Royaume-Uni. Des milliers de personnes ont dû être évacuées et plusieurs milliers d’autres ont été privé d’électricités.

En Angleterre plus de 300 alertes inondations ont été émise. En Écosse 3 personnes ont été tués, ainsi que 2 autres en Angleterre.  En Allemagne une femme a été tuée par la chute d’un arbre et les inondations ont provoqué l’évacuation de 2000 personnes. Au Danemark 2000 personnes ont été privé de courant, ainsi 20 000 autres en Norvège,,.

### TempêteAline
Le 17 octobre 2023 l'agence portugaise IPMA a prévu la formation d'une tempête venant de l'Atlantique Nord nommée Aline. Elle s'est ainsi développée le long du front polaire le 18 octobre bien au sud de Terre-Neuve. Elle est arrivée à l'ouest de la péninsule Ibérique aux petites heures du matin du 19 octobre, encore en phase d'approfondissement, dans un creux barométrique jusqu'à une autre tempête s'approchant du sud-ouest de l'Irlande.
Aline se dirigeait vers la golfe de Gascogne et à 12 h UTC, le centre de la tempête est entré sur terre près de Porto, au Portugal, tout en continuant à s'approfondir. À 0 h UTC le 20, son centre était situé sur le nord-est de la péninsule Ibérique à sa pression centrale la plus basse de 984 hPa. De là, la tempête a poursuivi pour atteindre le nord-est de la France 12 heures. À cet endroit, elle a fusionné avec l'autre tempête centrée sur les îles Britanniques et remonté dans la mer du Nord,. Par la suite, le système a faibli rapidement et dérivé vers l'Islande jusqu'au 27 octobre.
Le vendredi 20 octobre, Météo France place le département des Alpes-Maritimes en vigilance rouge pour le risque de pluie-inondation, tandis qu’onze autres départements sont placés en vigilance orange pour vent, pluie-inondation, vagues-submersion ou crues. Les Alpes-Maritimes sont en effet durement touchées, notamment dans les vallées de la Tinée, de la Vésubie, et de la Roya, déjà dévastées en 2020 par la tempête Alex. 311 personnes ont dû être évacuées. De nombreux ponts et passages à guets provisoires ont été emportés. Et 6000 personnes ont été privés d’électricité. Des infrastructures routières ont également été détruites dans le département des Hautes-Alpes,.
En Espagne, il a été observé à Cerler/Cogulla (Huesca) un vent maximum de 167 km/h. Ailleurs, des rafales de plus 90 à 100 km/h ont été rapportées à de nombreux endroits. Il est tombé 134 mm de pluie à la station de ski de Sierra de Béjar-La Covatilla (Salamanque) et plus de 100 mm fréquemment dans la province de Cáceres. Madrid a enregistré aussi 114 mm à l'observatoire du parc du Retiro, un nouveau record en 24 heures. L'importante accumulation d'eau a provoqué des problèmes sur plusieurs tronçons des lignes de métro 1, 2, 5 et 7 de Madrid, ainsi que des retards pour les trains et les autoroutes. Les vents ont cassé ou déraciné des arbres. Des avertissements ont été émis pour une grande partie de la côte cantabrique en raison des vagues de 8 à 9 m.

### TempêteBernard
Un dépression s'est formée le 19 octobre sur l'Atlantique à une latitude relativement basse (35-40° N). Elle s'est déplacée dans la circulation d'altitude tout en s'intensifiant le long de la frontière sud du front polaire. Le 20 octobre 2023, l'agence portugaise IPMA a attribué le nom Bernard. Elle est arrivée le matin du 21 au nord-ouest de l'archipel de Madère. Elle a poursuivi vers l'est-sud-est sur des eaux ayant une température de surface plus élevée ce qui favorisait un changement de sa structure jusqu'alors dominée par l'instabilité barocline en instabilité convective plus de type subtropical.
À 12 h UTC le 22, le centre de la dépression était situé au sud du cap Saint-Vincent (Portugal), présentant sa plus base pression centrale à 984 hPa. Vers 16 h UTC, le centre de la dépression est entré dans la péninsule Ibérique à travers la province de Huelva, provoquant des pluies généralisées sur tout le sud-ouest de l'Espagne et le sud Portugal. La tempête a traversé la péninsule Ibérique dans une direction du nord-nord-est, puis la France, jusqu'à atteindre la mer du Nord où elle se dissipera tôt le 24. Le long de ce périple, la tempête a rapidement perdu en intensité à cause de la perte de sa source d'énergie et la de la friction sur le relief.
Elle a créé des surcotes en France et beaucoup de vents. Météo France a placé plusieurs départements en alerte orange pour crues et pluie-inondations, dont le Jura, l'Ain, l'Isère, la Drôme, l'Ardèche et les Alpes-Maritimes entrainant l'évacuations de campings,. Une coulée de boue à également eu lieu sur l'A8 sans faire de victime.
L'Espagne a été plus durement touchée avec de nombreux dégâts et deux morts ont été signalés. Les vents moyens sur 10 minutes ont dépassé les 60 km/h dans les provinces de Cadix et de Séville. À l'aéroport de Cordoue et à la gare de Séville, les vents moyens ont même été supérieurs à 90 km/h avec des rafales de 130 km/h. Et en montagnes, les rafales ont même atteint dans la Sierra Nevada près de 200 km/h. Les vents intenses ont provoqué de nombreuses chutes d'arbres en Andalousie, endommageant en particulier les véhicules en stationnement et coupant les routes. Les plus fortes pluies ont été enregistrées dans la province de Huelva, avec jusqu'à 89 mm en 12 heures, à la station d'Ayamonte.

### TempêteCeline
Un centre dépressionnaire s'est formé près du Labrador. Il s'est lentement déplacé vers l'est sous le courant-jet tout en s'intensifiant. Le 27 octobre 2023, l'agence française Météo-France a attribué le nom Celine,. Elle lance également une alerte orange pour 12 départements de la façade atlantique pour des risques de crues et de vagues-submersion, un risque aggravé par un fort coefficient de marée.
À ce moment, la tempête était déjà mature et se situait bien à l'ouest de l'Irlande avec une pression centrale de 976 hPa. Le 28 à 12 h UTC, elle atteignit son maximum d'intensité, ce qui a donné des vents forts depuis les îles Britanniques jusqu'à la partie nord de la péninsule Ibérique. Le 29, la tempête a touché l'Irlande alors qu'elle avait commencé à faiblir, sa pression centrale ayant augmenté de 12 hPa en 24 heures. Celine est ensuite restée stationnaire jusqu'au 31 à 12 h UTC, puis absorbée par une nouvelle dépression.
Dans la nuit du 28 au 29 octobre de nombreuses inondations et débordements ont lieu en France en particulier en Loire-Atlantique et dans le Morbihan,.
En Espagne, des alertes de pluie et de vent ont été émises pour la côte atlantique. Des rafales de plus de 100 km/h ont été enregistrées sur cette côte dont une de 130 km/h à Valdezcaray (La Rioja). Les pluies les plus importantes ont eu lieu en Galice avec des accumulations d'environ 80 mm en 24 heures et dépassant 100 mm en deux jours.

### TempêteCiarán
Le 29 octobre 2023, l'agence britannique Met Office attribue le nom Ciarán,,. Météo-France place le Morbihan, l'Ille-et-Vilaine, la Loire-Atlantique et la Vendée en vigilance orange pour vents violents à partir du mercredi 1er novembre au soir. Le Finistère est placé à partir du 1er novembre à minuit en vigilance rouge vents violents ; les Côtes-d'Armor et la Manche suivent dans les heures suivantes.
Dans l'Aisne, un chauffeur routier est décédé dans son poids lourd, à la suite de la chute d'un arbre ainsi qu'un homme de 70 ans « il s'agit d'un décès accidentel lié à la tempête ». Le septuagénaire « aurait chuté » de son balcon « en raison d'une rafale de vent, alors qu'il était en train de fermer son volet », selon le procureur de la République du Havre, Bruno Dieudonné. En visite dans une caserne de pompiers à Caen pour remercier les forces de secours, la première ministre Mme Borne évoque un bilan final de 2 morts et 47 blessés en France.
La tempête a causé au moins 20 morts en Europe. L’Italie est durement touchée, d’importantes inondations en lieu en Toscane et en Vénétie provoquant la mort d’au moins 6 personnes. Les chutes d’arbres ont également tuées 2 personnes en Belgique, 1 en Allemagne et une aux Pays-Bas. Au Portugal un voilier battant pavillon danois s’est échoué à cause de la forte houle, tuant 4 personnes.

### TempêteDomingos
Une dépression en développement était encore située au sud du Labrador le 2 novembre 2023 quand l’agence espagnole AEMet lui a attribué le nom Domingos,. La tempête s'est déplacée vers l'est-nord-est pour suivre ensuite le 50º parallèle nord en forte intensification. Le 4 novembre à 0 h UTC, la tempête a atteint son intensité maximale avec une pression minimale en son centre de 964 hPa à l'ouest de l'Irlande,.
Au cours des 24 heures suivantes, Domingos a continué sa route vers l'est presque qu'à la même intensité jusqu'à ce qu'elle passe au sud de l'Angletterre et entre affaiblie dans la mer du Nord tôt le 5 novembre,. La tempête a ensuite traversé le nord de l'Europe en se comblant pour atteindre le nord de la Russie le 9 novembre.
En Espagne, des avertissements ont été émis pour la côte nord du pays pour des vagues entre 8 et 10 m, des vents violents dépassant les 100 km/h ainsi que des précipitations de plus de 100 mm en 12 heures. AEMet a rapporté des rafales 180 km/h en montagne à Valdezcaray (La Rioja) et des valeurs dépassant les 120 km/h à de nombreuses stations du nord. Les précipitations les plus importantes ont eu lieu en Galice avec un maximum d'environ 120 mm en 24 heures. Les vagues ont atteint une valeur de 13,95 m à la bouée météorologique du cap de la Estaca de Bares, un record de mesure du réseau actuel de mesure.

### TempêteElisa
Une dépression s'est formée à l'ouest de Terre-Neuve le 6 novembre. Au cours des 24 heures suivantes, le système frontal a subi un creusement explosif au sud du Groenland, la pression centrale diminuant de 30 hPa et atteignant 962 hPa. Poursuivant sa trajectoire vers l'est, la tempête s'est comblée lentement au cours des 48 heures suivantes mais avait encore un pressin centrale de 976 hPa à 12 h UTC le 9 novembre, quand Météo-France lui a attribué le nom Elisa,,. Elle se trouvait alors à l'ouest de l'Écosse. De là, la tempête produisait un intense gradient de pression sur le sud de l'Angleterre, la France et le golfe de Gascogne se déplaçant vers le sud-est et passant sur le sud des îles Britanniques. Elisa a atteint la mer du Nord tôt le 10 où elle s'est dissipée 24 heures plus tard.
En Espagne, des avertissements de vent et de pluie ont été émis pour toute la côte de Galice et de la mer Cantabrique, ainsi que certaines autres régions du nord. Les rafales maximales de 103 km/h ont été enregistrées à la station de ski de Covatilla (Salamanque) et de 97 km/h au cap Matxixaco (Biscaye). Les accumulations maximales en Galice et au Pays Basque ont été de 50 à 60 mm en 24 heures.

### TempêteDebi
Le 12 novembre 2023, l'agence irlandaise Met Éireann a attribué le nom Debi.

### TempêteFrederico
Une dépression s'est formée dans une circulation zonale sur l'Atlantique Nord sous un courant-jet centré autour de 50º N le 14 novembre. Le 15 novembre 2023 en mi-journée, elle était située au nord-ouest de la péninsule Ibérique et l'agence française Météo-France lui a attribué le nom Frederico,. Douze heures plus tard, elle se dirigeait vers l'ouest de la Normandie qu'elle atteignit le 16 novembre. Sa pression centrale n'était pas très profonde à 1 004 hPa, mais grâce à un anticyclone plus au sud qui maintenait un fort gradient de pression, des vents de fort à violent soufflaient sur la France. Le front froid de la tempête s'étirait sur une grande partie de l'Espagne et du Portugal, donnant des précipitations faibles mais persistantes dans l'est de la mer Cantabrique. Le 17 à midi, la tempête était rendu au nord de la Grèce.
Le système s'est ensuite propagé sur les Balkans et la mer Noire, apportant de fortes pluies et des vents violents. Des avertissements orange et jaune de vent et de neige ont été émis pour la Roumanie, la Serbie et la Bulgarie. Le système a apporté de fortes pluies et quelques chutes de neige dans l'ouest de la Turquie. Des avertissements  de pluie ont aussi été émis pour la Méditerranée orientale et certaines parties d'Israël. La tempête a quitté l'Europe le 21 novembre.
En France, Météo-France a ainsi placé plusieurs départements en vigilance orange pour des risques de crues dues aux pluies et pour le vent. Des rafales de 126 km/h ont été enregistré à Clermont-Ferrand et de 142 km/h sur l’île de Belle-Île dans le département du Morbihan. Une partie de la toiture du lycée Jeanne d'Arc de Clermont-Ferrand et d'au moins 4 autres établissements scolaires a été arrachée par les vents. Dans le Puy-de-Dôme, les vents ont fait perdre le courant à près de 2 500 clients. Dans le sud et l’est, les transports ont été perturbés par la chute d'arbres et des coupures d'électricité. Quelques bâtiments ont aussi souffert du vent alors que des rafales à 140 à 145 km/h a été enregistrées dans le Var et en Haute-Corse. En Bretagne, le chavirement d'un catamaran au large de l'archipel des Glénan a fait un mort.
En Espagne, aucun avertissement n'a été émis. Les vents les plus notables ont été observés sur la côte de Galice et de la mer Cantabrique, atteignant des rafales maximales de 107 km/h au cap Busto (Asturies).
Dans les montagnes de Suisse, des rafales atteignant 171 km/h ont été enregistrés sur le mont Säntis et de 136 km/h à Chasseral. Dans les zones habitées, les vents violents de la tempête sont parmi les 10 plus forts jamais enregistrés dans certaines localités selon MétéoSuisse. Dans les cantons de Berne, de Zurich, Saint-Gall, Thurgovie, Schaffhouse, de Lucerne, de Vaud et de Neuchâtel des arbres tombés et autres objets se sont retrouvés sur les routes ou coupés le courant électrique. Plusieurs lignes ferroviaires ont été interrompues en raison de vents violents. De fortes pluies ont été rapportées et plusieurs ponts ont été fermés à Genève en raison de risques d'inondations. Un automobiliste de 72 ans est décédé quand un arbre s'est écrasé sur sa voiture dans le canton de Berne.

### TempêteAlexis
Le 22 novembre 2023, l'agence italienne MeteoAM a attribué le nom Alexis.

### TempêteBettina
Le 25 novembre 2023, l'agence italienne MeteoAM a attribué le nom Bettina.

### TempêteCiro
Le 30 novembre 2023, l'agence italienne MeteoAM a attribué le nom Ciro,.

### TempêteElin
Le 12 novembre 2023, l'agence irlandaise Met Éireann a attribué le nom Elin,,.

### TempêteFergus
Le 10 décembre 2023, l'agence irlandaise Met Éireann a attribué le nom Fergus,,.

### TempêtePia
Le 19 décembre 2023, l'agence météorologique danoise DMI a attribué le nom Pia.

### TempêteGerrit
Le 26 décembre 2023, l'agence britannique Met Office a attribué le nom Gerrit,. Le système a été nommé Bodo par l'université libre de Berlin bien au sud-ouest de l'Irlande. Dès le 26 décembre, de nombreux avertissements météorologiques de vent, de pluie et de neige ont été émis pour les îles Britanniques, la France et le nord-ouest de l'Europe. Les éléments ont eu un impact important, amplifié par le fait qu'elle s'est produite le lendemain de Noël, un jour où les déplacements routiers devaient être plus intenses que d'habitude.
La centre tempête est passée sur le nord de l'Écosse le 27 décembre avec une pression centrale de moins de 975 hPa et a atteint le sud de la Norvège le lendemain. Par la suite, elle a fait du surplace en se comblant, les restes traversant les pays scandinaves et le nord-ouest de la Russie le 30.
Au Royaume-Uni, la force des vents a atteint 95 à 115 km/h dans certaines régions, principalement autour des côtes sud et ouest. Dans certaines régions, les services de bus et de train ont été perturbés, dont de nombreux services de First ScotRail ayant connu des retards dus aux restrictions et aux conditions météorologiques extrêmes telles que des inondations et des arbres abattus, une locomotive percutant même l'un de ceux-ci. La vitesse du vent la plus élevée officiellement enregistrée par le Met Office des rafales à 169 km/h à Cairn Gorm, en Écosse. Des rafales de 138 km/h ont aussi été enregistrées dans le Kincardineshire, dans l'est de l'Écosse, et de 111 km/h sur l'île de Wight. La tempête a également apporté beaucoup de pluie, dans la région des lacs il est tombé jusqu'à 80 mm, soit près de la moitié des précipitations mensuelle pour décembre selon le Met Office. La police écossaise a aussi signalé plusieurs véhicules se retrouvant bloqués à cause de la neige dans les Highlands.
Un incident majeur a été déclaré dans le Grand Manchester, où une « tornade localisée » a balayé la région de Tameside (Stalybridge), endommageant environ 100 propriétés et laissant des milliers de foyers sans électricité. Des témoins oculaires ont signalé une période de vents violents n'ayant duré qu'entre 5 et 10 minutes. Le phénomène a été classé d'une intensité T5 sur l'échelle de TORRO. Trois décès ont été enregistrés en Angleterre lorsqu'un 4x4 a plongé dans la rivière Esk, dans le parc national des North York Moors, en raison des conditions de conduite dangereuses.
En France, d'après le site Meteociel, les rafales de vent de 80 à 100 km/h ont soufflé de la Bretagne aux Hauts-de-France et ont atteint 115 km/h à Ouessant (Finistère),.

### TempêteGeraldine
L'université libre de Berlin a commencé à suivre une dépression nommée Costa se formant au large de Terre-Neuve le 29 décembre. Le 30 décembre 2023, l'agence météorologique française Météo-France lui a attribué le nom Geraldine,. Le système s'est intensifié rapidement en approchant et le lendemain touchait le nord de l'Irlande et l'Écosse à une pression centrale de moins de 970 hPa. Le 1er janvier, le centre de Geraldine s'est divisé en deux dépressions dont l'une s'est dissipée dans la mer du Nord et l'autre s'est retrouvée au large de l'Islande. Des avertissements de vent et de pluie ont été émis pour une grande partie de l'Irlande et au Royaume-Uni. En France, le nord du pays a été mis en vigilance jaune et même en vigilance orange pour le Pas de Calais, le Finistère et le Morbihan.
En France, des rafales de 90 à 100 km/h ont été enregistrée en Bretagne, atteignant même 137 km/h à Plougonvelin (Finistère), au bout de la Pointe Saint-Mathieu, ce qui occasionné la perte de courant électrique à plus de 4 000 clients. La perturbation a aussi donné de fortes pluies se changeant en neige en montagne.

### TempêteHenk
Le 2 janvier 2024, l'agence britannique Met Office a attribué le nom Henk,,. La tempête Henk a provoqué des coupures de courant en Normandie où 1000 foyers ont été privés d'électricité pendant plusieurs heures dans plusieurs départements : Calvados, Orne, Manche et Seine-Maritime.

### TempêteHipolito
Le 8 janvier 2024, l'agence portugaise IPMA a attribué le nom Hipolito,,.

### TempêteIrene
Le 14 janvier 2024, l'agence française Météo-France a attribué le nom Irene à une perturbation en formation sur l'Atlantique nord,.
Elle est apparue le 15 janvier vers 12 h UTC bien au large du Portugal au moment où la tempête Hipolito était en dissipation et les deux ont coexisté pendant quelques heures. Se déplaçant vers le nord-est, elle a continué à s'approfondir pour atteindre le Finisterre (France) 48 heures après sa formation. C'est en traversant le golfe de Gascogne que la tempête a atteint son intensité maximale avec une pression centrale minimale 984 hPa. Son centre a traversé la France sur une trajectoire tout en maintenant un gradient de pression important le 18 janvier, puis l'Europe centrale avant de disparaitre en Russie le 20.
En Allemagne , le Deutscher Wetterdienst a émis des avertissements de neige et de pluie verglaçante, particulièrement pour le sud du pays. Les aéroports de Francfort et de Munich ont vu un arrêt total des vols pendant un certain temps. La Deutsche Bahn a dû réduire la vitesse des trains à grande vitesse, causant des retards et annulations. Les écoles ont été fermées dans plusieurs districts bavarois en raison des conditions météorologiques dangereuses.
En Espagne, dans les zones côtières de Galice, les rafales de vent ont dépassé les 100 km/h alors qu'en montagne, elles ont atteint 180 km/h le 17 à Valdezcaray (La Rioja) et 144 km/h au radiotélescope de Sierra Nevada. les vents ont soufflé certains toits. Les accumulations de pluie dans les Pyrénées, et certaines régions de Galice, ont dépassées les 100 mm en 24 heures, causant la crue de certaines rivières. Des inondations ont aussi été signalés au Portugal[réf. nécessaire].
En France la vigilance orange a été émise pour le nord du pays pour les fortes précipitations de neige même pour les basses terres. La neige et la pluie verglaçante ont rendu la circulation routière très difficile. Ainsi, en Île-de-France, 1 bus sur 4 circulait alors que les trains et les routes ont également été touchés[réf. nécessaire]. Autour de Paris il est tombé entre 3 et 5 cm de neige alors que Lille et ses environs ont reçu environ 6 cm de neige.

### TempêteJuan
Le 18 janvier 2024 à 10 h 30 UTC, l'agence espagnole AEMet a attribué le nom Juan à une dépression en formation dans l'Altantique Nord,. Suivant un développement similaire aux tempêtes Hipolito et Irene, mais plus près de la péninsule Ibérique, elle était au le nord-ouest du cap Saint-Vicente tôt le 19 janvier.
Cette dépression froide n'a atteint qu'une pression centrale minimale de l'ordre de 1 004 hPa alors qu'elle passait sur le sud-ouest de la péninsule causant une circulation de sud dans son secteur chaud. La masse d'air était donc relativement chaude et très humide sur toute la moitié sud du Portugal et de l'Espagne alors qu'au nord, l'air était froid et sec séparés un front chaud générant de fortes chutes de neige sur le nord. À l'arrière de la tempête, le front froid a balayé la péninsule. Se dirigeant vers l'est, la tempête a atteint les îles Baléares vers 0 h UTC le 20 et a commencé à se dissiper. Douze heures plus tard, elle était disparue.
En Espagne, des alertes orange ont été émises pour les chutes de neige pour les régions de Ségovie, Soria et Saragosse. Dans le sud, il est tombé jusqu'à 69 mm de pluie à Grazalema, province de Cadix, alors que dans le nord, les accumulations de neige ont eu des conséquences sur les communications, le trafic routier et sur certaines lignes ferroviaires. Ainsi, environ 500 véhicules ont été coincés sur la N-122. Le transport aérien a également été affecté, la fermeture de l'aéroport de Saragosse a causé le détournement de deux vols. L'ajout de cette neige à celle reçue lors du passage de Juan et d’Irene, a nécessité l'ouverture de réservoirs en Castille-et-León car certains était à leur capacité maximale. Cela a causé le débordement de certaines rivières dans la province de Valladolid. Des pluies importantes ont provoqué une crue des rivières en Estrémadure. Les vents ont atteint de 90 à 130 km/h dans le sud avec une rafale à 184 km/h enregistrée en montagne à l'observatoire de Sierra Nevada.

### TempêteIsha
Le 19 janvier 2024, l'agence britannique Met Office a attribué le nom Isha,.

### TempêteJocelyn
Le 22 janvier 2024, l'agence irlandaise Met Éireann a attribué le nom Jocelyn,.

### TempêteKarlotta
Karlotta s'est formée sur l'Atlantique Nord sous un courant-jet zonal intense autour le long du 40º degré de latitude entre les côtes américaines et la mer Cantabrique. Le 6 février 2024, l'agence espagnole AEMet a attribué le nom Karlotta,. Le centre s'est apparu le 7 février à 12 h UTC au sud-est de Terre-Neuve avec une pression centrale de 992 hPa.
Durant les 24 heures suivantes, Karlotta s'est déplacée rapidement tout en s'approfondissant. À 0 h UTC le 8, le centre était situé au-dessus au sud-ouest de l'Irlande avec une pression descendue à 976 hPa. Vingt-quatre heures plus tard, elle s'était déplacée vers l'ouest de l'Irlande générant des dépressions secondaires dans son quadrant sud. Le 10 février, la tempête a entamé une phase de comblement rapide pour se retrouver sur le Finistère et la Manche en fin de journée avant de se dissiper tôt le 11.
Au Royaume-Uni, un avertissement de neige était en vigueur pour les Midlands, le nord-ouest de l'Angleterre, le Pays de Galles et l'Irlande du Nord alors que le nord du Pays de Galles et les zones situées juste à l'est de Manchester pouvait recevoir jusqu'à 25 cm d'accumulation. En Irlande , Met Éireann a émis un avertissement de neige, de glace et de pluie avec des inondations localisées.
En Espagne et au Portugal, le passage de la tempête Karlotta a donné lieu à l'émission de nombreux avertissements de vent et de pluie. Des rafales violents ont été signalées en de nombreux points de la côte galicienne et en haute montagne une rafale de 180 km/h enregistrée à Cabrales (Asturies). Les cumuls <de pluie les plus élevées ont dépassé 100 mm en 24 heures dans certaines parties de La Corogne et de  plus de 160 mm à Grazalema (province de Cadix). Des chutes de neige ont été enregistrées dans les zones montagneuses, comblant un peu le manque de neige de l'hiver doux de 2023-24.
En France, durant la nuit du 10 au 11 février, toute la côte Atlantique et la Manche ont subi des vents violents et des vagues importantes. Les grandes marées associées au vent ont fait déborder les cours d'eau à plusieurs endroits dont à Capbreton où l'eau a pénétré dans les terres et causant des dégâts. Les vagues sur le littoral Atlantique ont parfois atteint les six mètres de haut. À Saint-Malo en Bretagne, les vagues ont endommagé une partie de la digue.

### TempêteLouis
Le 21 février 2024, l'agence française Météo-France a attribué le nom Louis à une zone dépressionnaire en formation dans un creux barométrique sur l'Atlantique relié à une dépression près de l'Islande,,. Le système est devenu une tempête au-dessus des îles Britanniques tôt le 22 février, trainant un long front froid jusqu'à l'ouest du Portugal et un anticyclone à l'ouest des Açores aidait a produire un gradient de pression intense du nord-ouest dans un masse d'air froide.
Durant l'après-midi du 22, la tempête a traversé la mer du Nord vers la Suède et la Norvège, atteignant une pression centrale de 964 hPa à 12 h UTC le 23. Louis est passé de la Scandinavie dans la mer de Norvège 24 heures plus tard. Il est disparu dans la mer de Barents les jours suivants.
Un avertissement de vent et de pluie a été émis pour l'est et le sud-est de l'Angleterre pour une ligne de grain associées avec le front froid. La France et le Benelux ont aussi été mis en alerte.
Des alertes de niveau orange ont été émises pour le nord de la péninsule Ibérique et le système a laissé des pluies abondantes à basse altitude et de la neige en latitude, en plus de vents violents. En Espagne, des rafales maximales ont atteint 140 km/h dans les Pics d'Europe et le cap de la Estaca de Bares (province de La Corogne). Il est tombé environ 50 mm en 24 heures.
En France, environ 90 000 clients sur une grande partie nord du pays ont perdu le courant selon Enedis. Un automobiliste de 52 ans s’est noyé dans sa voiture après avoir emprunté une route barrée et être tombé dans une rivière selon les pompiers de Deux-Sèvres. La société nationale des chemins de fer français a suspendu la circulation de certains trains en région parisienne et sur la façade atlantique. Le vent et la pluie ont donné des routes inondées dans le Pas-de-Calais et de nombreux arbres arrachés, dont à Nantes et dans les Hautes-Pyrénées. Les rafales ont atteint 100 à 120 km/h dans les plaines sur de l'ouest jusqu'au au nord-est du pays avec maximum de 123 km/h à Chouilly dans la Marne. Les rafales ont été plus fortes le long du littoral atlantique, allant jusqu'à 138 km/h à l'île de Groix,.

### TempêteDorothea
En février 2024, l'agence italienne MeteoAM a attribué le nom Dorothea, à la tempête devant atteindre l'Italie le 26 février 2024.

### TempêteEmil
En février 2024, l'agence italienne MeteoAM a attribué le nom Emil, à la tempête devant atteindre l'Italie le 28 février 2024.

### TempêteFedra
Début mars 2024, l'agence italienne MeteoAM a attribué le nom Fedra, à la tempête devant atteindre l'Italie le 3 mars 2024.

### TempêteMonica
Une dépression s'est formée dans une large creux barométrique sous la zone de convergence d'un courant-jet de 170 nœuds (315 km/h). vers 0 h UTC le 8 mars dans l'Atlantique Nord bien au large du golfe de Gascogne. Le 9 mars 2024, l'agence française Météo-France a attribué le nom Monica,. Le système s'est déplacée vers le sud-est tout en se creusant et ce même jour, il a atteint le nord-ouest de la Galice avec une pression centrale de 980 hPa. Ses vents affectait tout l'ouest de l'Europe et son front froid a traversé la péninsule ibérique d'ouest en est, provoquant une baisse rapide des températures et des précipitations.
Le reste de la journée du 9 mars, la tempête est restée stationnaire, entamant un processus d'occlusion. Le 10, l'affaiblissement s'est poursuivi alors que Monica  s'est déplacée sur la mer Cantabrique et a fini par traverser le sud de la France vers le golfe du Lion qu'elle a atteint vers 0 h UTC le 11 mars. Douze heures plus tard, la tempête était devenue un vaste centre dépressionnaire sur l'Italie et de l'Europe centrale.
En Espagne, des rafales ont dépassé les 100 km/h dans de nombreuses zones avec 129 km/h observée à San Roque. Le passage du front froid a donné lieu à des orages généralisés qui ont causé la chute de nombreux arbres et des dommages à la ville de Cordoue. Les accumulations de pluie été très importantes, notamment en Andalousie et en Catalogne, atteignant 75 mm à Laujar de Andarax (province d'Almería).
En France, les autorités ont signalé 7 morts dans le sud-est dont deux enfants et leur père alors emportés dans leur véhicule dans le Gard. Plusieurs crues importantes ont déferlé dans le Rhône, la Cèze, l'Argens et sur les estuaires atlantiques, selon Météo France,. Des milliers d’arbres ont été cassés ou déracinés par les vents violents en Haute-Loire.

### TempêteNelson
La tempête s'est formée à partir d'une petite zone dépressionnaire de surface entrée sous une forte advection de tourbillon en altitude associée avec un fort courant-jet le 26 mars bien au large des îles Britanniques. Le même jour, l'agence espagnole AEMet a attribué le nom Nelson.Le 27 mars à 12 h UTC, la dépression avait creusée pour atteindre une pression centrale 960 hPa à l'ouest-sud-ouest de l'Irlande. Ses nuages couvraient une grande partie de l'Europe de l'ouest et elle comportait un front froid très actif vers le sud.
Au cours des 24 heures suivantes, la tempête est restée quasi-stationnaire puis s'est mise à se combler tout en se déplaçant, d'abord vers le centre de l'Angleterre, puis vers le nord-ouest de l'Irlande et revenant vers le sud-ouest de l'île le 31 mars. Ce mouvement lent de la dépression a laissé de fortes précipitations. Ce n'est que le 1er avril que le creux barométrique en altitude qui supportait la tempête a changé, la circulation devenant plus zonale et poussant Nelson la tempête vers la mer du Nord où elle s'est dissipée.
Au Royaume-Uni, la tempête Nelson a donné de fortes chutes de neige, perturbant les déplacements et entraînant des fermetures et des retards généralisés. Les rafales de 80 milles par heure (129 km/h) et des orages donnant de la grêle ont aussi été rapportés sur l'ensemble de la côte sud de l'Angleterre. Des annulations des services de transport, notamment des traversiers et des trains, sont notées. À Londres, des attractions renommées telles que les jardins botaniques royaux de Kew, le Bushy Park et les Kensington Gardens ont fermé tôt par mesure de précaution. Les accumulations de neige ont atteint jusqu'à 5 cm près de Dartmoor, et plus élevées ont été signalées à Powys, au Pays de Galles.
En Espagne, les vents enregistrées ont été de l'ordre de 100 km/h plusieurs jours d'affilée dans les provinces de Huesca, La Corogne, Cantabrie, Asturies et Grenade. Les rafales les plus élevées ont été de 143 km/h à Carboneras (Almería), 145 km/h à Panticosa, Petrosos (Huesca) et de 153 km/h à Celer, Cogulla (Huesca). Pour ce qui est de la pluie, les 100 mm en 24 heures ont été dépassés en plusieurs endroits avec un maximum d'environ 130 mm à Panticosa, Petrosos. De nombreux événements, dont les processions de la Semaine sainte, ont été suspendus. Il y a eu des chutes d'arbres observées par le vent, alors que les pluies abondantes ont causé la crue de certaines rivières, comme à Guadalajara, ainsi que le relâchement d'eau dans certains marécages d'Estrémadure. Quatre personnes se sont noyées dans les fortes vagues sur la côte, deux d'entre elles dans les Asturies (un touriste à Muros de Nalón et une femme à Cudillero et deux autres à Tarragone (un garçon marocain et un touriste Allemand),.
Au Portugal, une trombe marine dans l'estuaire du Tage a fait la une des journaux après avoir été filmée sur le pont Vasco da Gama à Lisbonne.
En France, le 27 mars une tornade, ou une violente rafale descendante, a frappé l'Île d'Yeu, endommageant une soixantaine de maisons, déracinant des arbres, arrachant des toits, abattant des poteaux électriques et blessant légèrement une personne,. Les vents sur le littoral de la Bretagne à la Charente-Maritime ont atteint 122 km/h à Sibiril  le 27 mars et 139 km/h à Plougonvelin le lendemain mais le maximum des rafales a été enregistré à la pointe du Raz, dans le Finistère avec 183 km/h,. Ces vents se sont décalés vers la vallée du Rhône et les montagnes environnantes le 29 mars. Selon Enedis, des milliers de foyers ont perdu l’électricité à cause de chutes d’arbres.

### TempêteOlivia
Le 2 avril 2024, l'agence portugaise IPMA a attribué le nom Olivia.

### TempêteKathleen
Le 4 avril 2024, l'agence irlandaise Met Éireann a attribué le nom Kathleen,,.

### TempêtePierrick
Le 7 avril 2024, l'agence française Météo-France a attribué le nom Pierrick,.

### TempêteRenata
Le 13 avril 2024, l'agence française Météo-France a attribué le nom Renata.

### TempêteGori
Le 15 avril 2024, l'agence italienne MeteoAM a attribué le nom Gori,,.

### TempêteLilian
Le 22 août 2024, l'agence britannique Met Office a attribué le nom Lilian,,.